# Sonqor (Verwaltungsbezirk)
Sonqor (persisch شهرستان سنقر) ist ein Schahrestan in der Provinz Kermānschāh im Iran. Er enthält die Stadt Sonqor, welche die Hauptstadt des Verwaltungsbezirks ist.

## Kreise
- Zentral (بخش مرکزی)
- Koliai (بخش کلیائی)

## Demografie
Bei der Volkszählung 2016 betrug die Einwohnerzahl des Schahrestan 81.661. Die Alphabetisierung lag bei 77 Prozent der Bevölkerung. Knapp 55 Prozent der Bevölkerung lebten in urbanen Regionen.
| Zensusjahr | Einwohnerzahl |
| ---------- | ------------- |
| 2011       | 91.935        |
| 2016       | 81.661        |